# 26e parallèle nord
Pour les articles homonymes, voir 26e parallèle.
En géographie, le 26e parallèle nord est le parallèle joignant les points de la surface de la Terre dont la latitude est égale à 26° nord.

## Géographie

### Dimensions
Dans le système géodésique WGS 84, au niveau de 26° de latitude nord, un degré de longitude équivaut à 100,118 km ; la longueur totale du parallèle est donc de 36 042 km, soit environ  89,9% de celle de l'équateur. Il en est distant de 2 877 km et du pôle Nord de 7 125 km,.
Comme tous les autres parallèles à part l'équateur, le 26e parallèle nord n'est pas un grand cercle et n'est donc pas la plus courte distance entre deux points, même situés à la même latitude. Par exemple, en suivant le parallèle, la distance parcourue entre deux points de longitude opposée est 18 021 km ; en suivant un grand cercle (qui passe alors par le pôle nord), elle n'est que de 14 250 km.

### Durée du jour
À cette latitude, le soleil est visible pendant 13 heures et 46 minutes au solstice d'été, et 10 heures et 31 minutes au solstice d'hiver.

## Frontières
Le 26e parallèle nord définit une partie de la frontière entre la Mauritanie et le Sahara occidental (revendiqué par le Maroc).